# Hells Angels

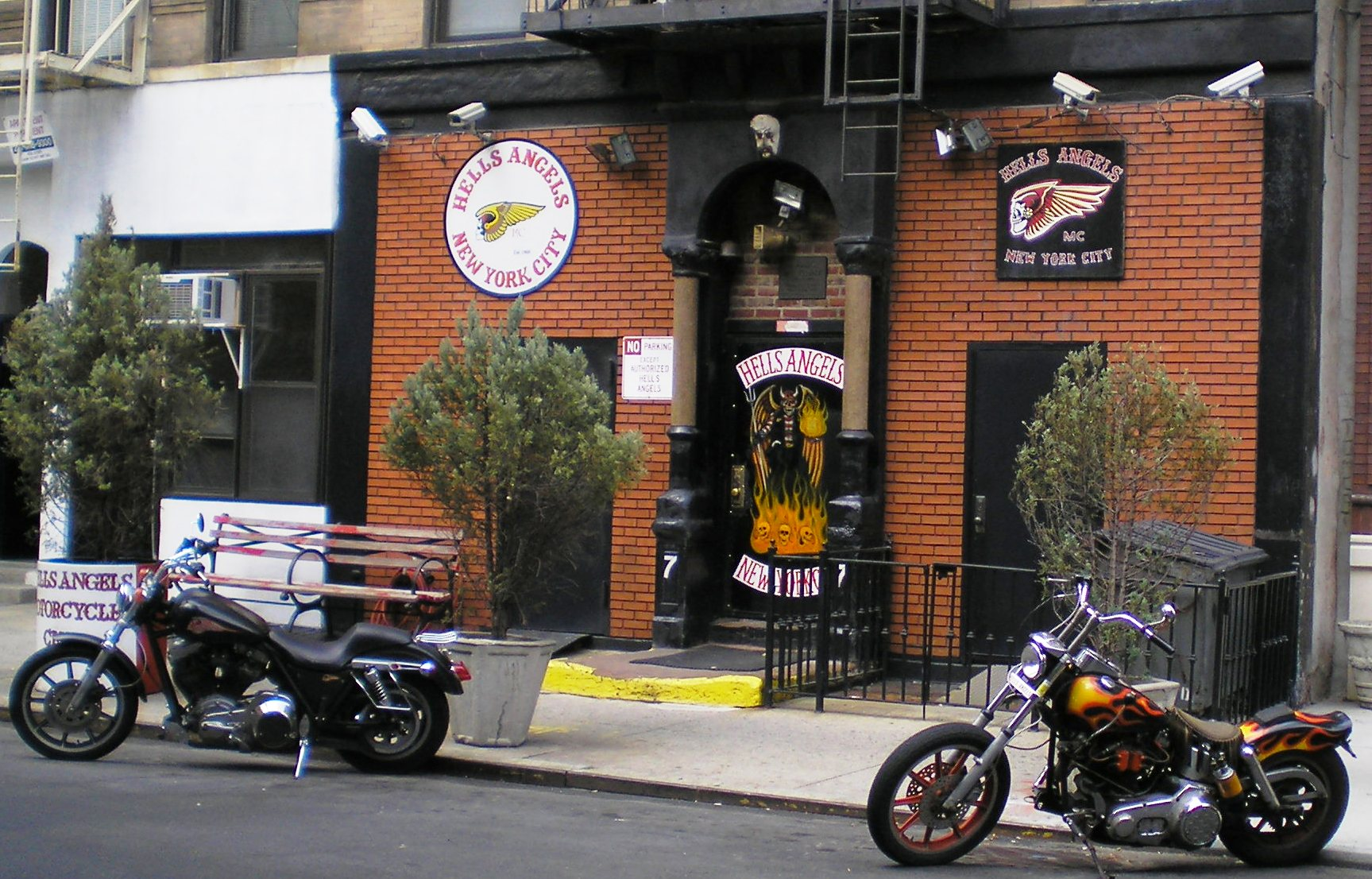
Klub Hells Angels w Nowym Jorku

Hells Angels Motorcycle Club – międzynarodowy klub motocyklowy, którego członkowie jeżdżą głównie na motocyklach firmy Harley-Davidson. Według Amerykańskiego Departamentu Sprawiedliwości klub jest organizacją przestępczą (gangiem).
Pierwsze kluby motocyklowe zakładane były przez weteranów II wojny światowej, po powrocie amerykańskich żołnierzy do kraju. Jazda na hałaśliwych motocyklach była dla nich sposobem na życie w normalnym kraju, który nie prowadził już wojny. Oficjalnie gang powstał 17 marca 1948 roku w Fontanie, w stanie Kalifornia. Członkowie Hells Angels byli oskarżani m.in. o wymuszenia, handel narkotykami i kradzieże. 
Hells Angels jest gangiem, który kieruje się również ideologią rasistowską. Przyjmowani są do niego tylko biali. Przyjęcie nowego kandydata do grupy odbywa się za poleceniem działającego w niej członka gangu. Nie są przyjmowane osoby, które kiedykolwiek miały kontakt z jakimiś służbami bezpieczeństwa, tj. które były (lub są) policjantami, pracowały w służbie więziennej itp. Nowicjusz w gangu przechodzi w nim próbny okres, w czasie którego jest obserwowany; dopiero gdy grupa uzna, że na to zasłużył, przyznaje mu prawo noszenia naszywki gangu. 
Gang dzieli się na grupy. Każda z nich zarządzana jest przez tzw. „komitet wykonawczy”, w którego skład wchodzą najczęściej przewodniczący (president), jego zastępca (vice-president), sekretarz (secretary), skarbnik (treasurer) oraz sierżant (sergeant-at-arms, dbający o dyscyplinę w grupie). Członków owych komitetów wybiera się w wyniku głosowania.